# Chiesa di Sant'Antonio da Padova (Valdastico)
La chiesa di Sant'Antonio da Padova è la parrocchiale di Pedescala, frazione del comune sparso di Valdastico, in provincia di Vicenza e diocesi di Padova; fa parte del vicariato di Caltrano.

## Storia

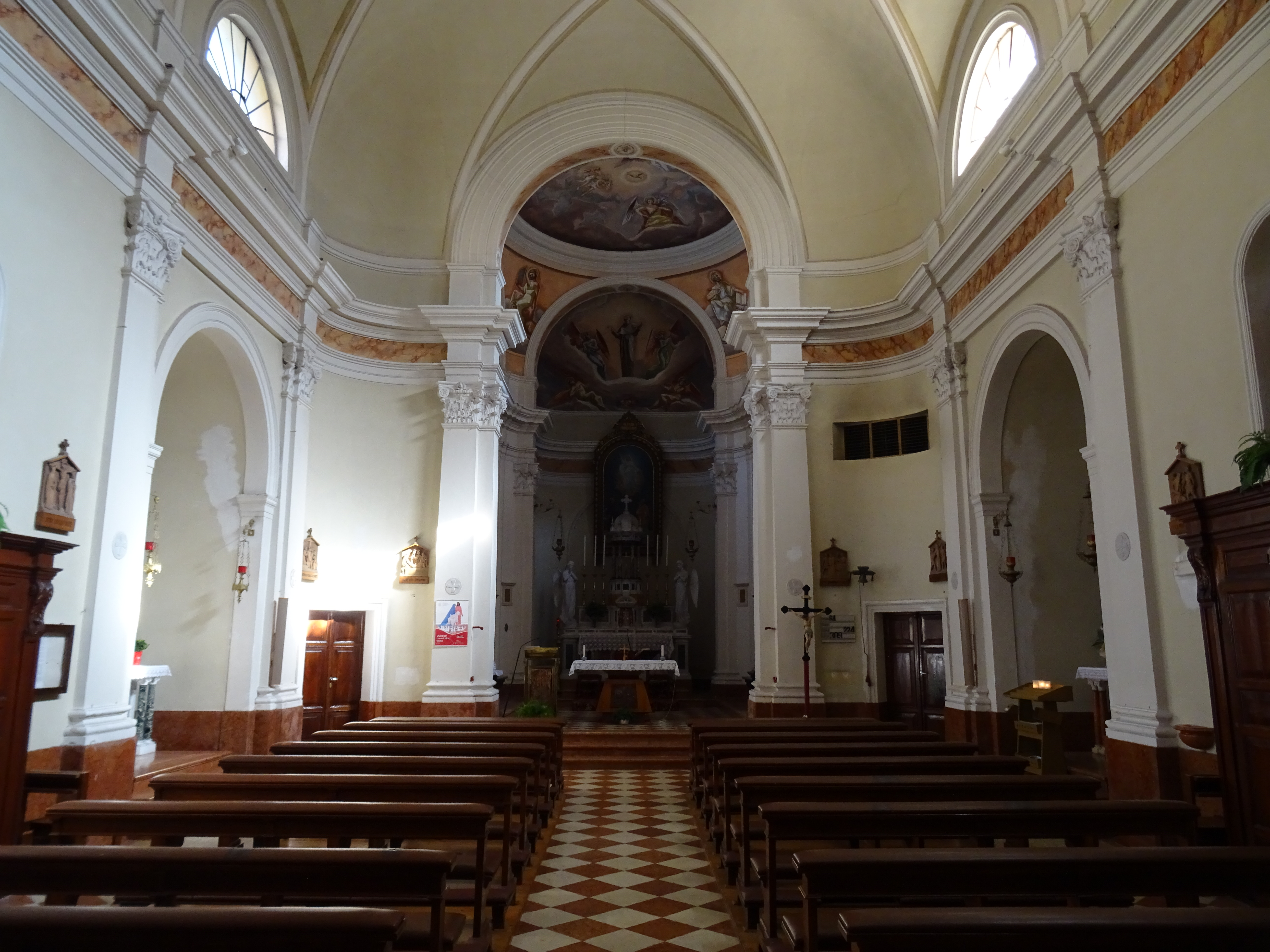
Interno

L'originario luogo di culto di Pedescala fu costruito verso il 1571, come testimoniato dalla relazione della visita pastorale del vescovo di Padova Nicolò Ormaneto; la cappella, intitolata a sant'Antonio di Padova, passò entro il 1587 alle dipendenze della pieve di Caltrano, ma già nel 1615 divenne sede di parrocchia autonoma, con diritto di patronato.
Tra il 1770 e il 1830 l'edificio fu demolito e completamente ricostruito in forme neoclassiche; infine, nel 1838 si svolse la solenne cerimonia di consacrazione del nuovo tempio, presieduta dal vescovo Modesto Farina.
Nel 1915, durante la prima guerra mondiale, la chiesa ottocentesca fu rasa al suolo dai bombardamenti. Nel 1924 fu avviato il cantiere di costruzione di un nuovo edificio neoclassico sul luogo del precedente, benché più piccolo; i lavori furono portati a termine nel 1926.

## Descrizione

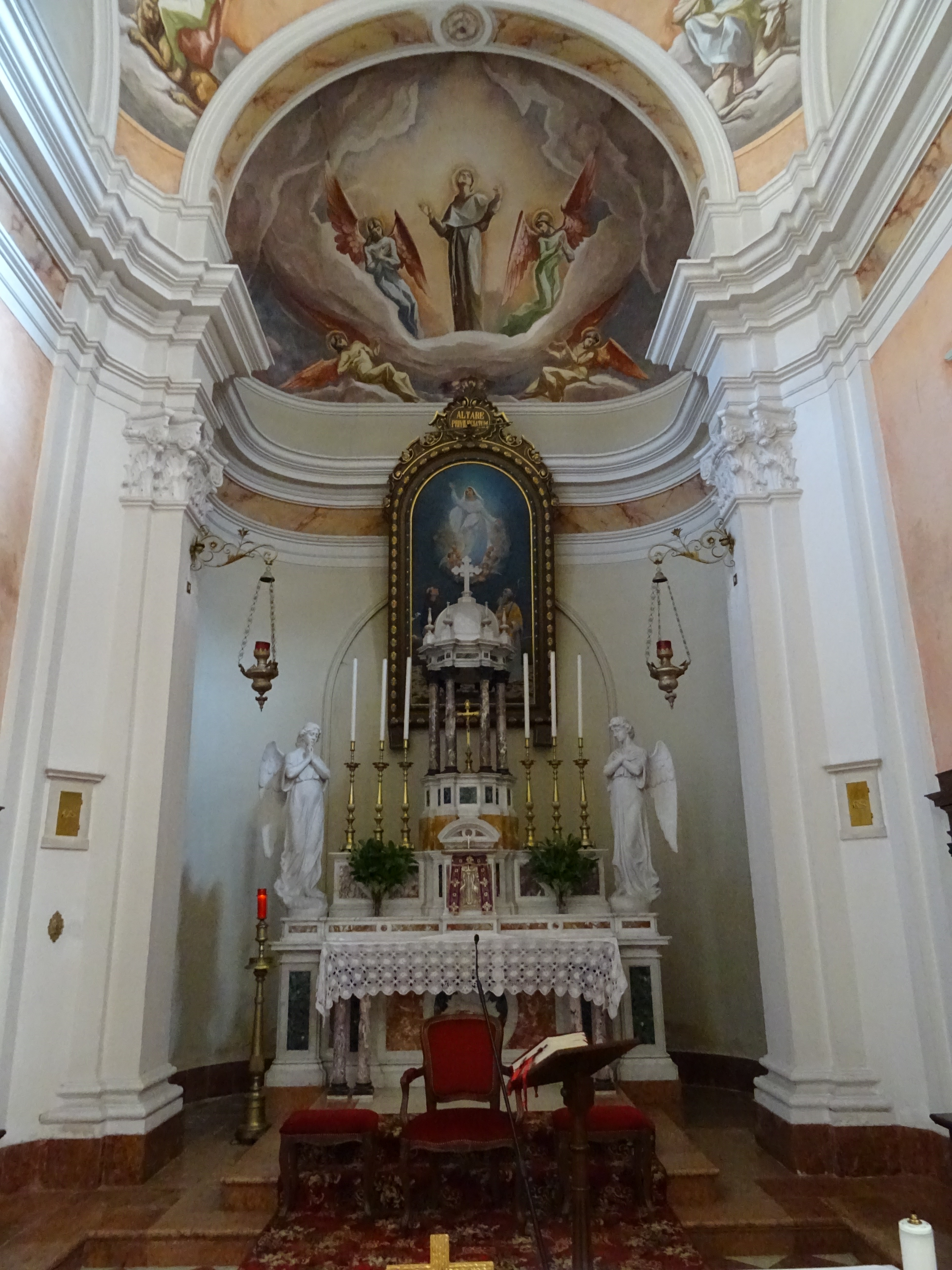
Altare maggiore

### Esterno
La facciata a capanna della chiesa, rivolta a ponente, è scandita da quattro paraste ioniche poggianti su alti basamenti e sorreggenti la trabeazione e il frontone e presenta centralmente il portale d'ingresso, sormontato da un timpano triangolare, e sopra una lapide con epigrafe dedicatoria.
Accanto alla parrocchiale si erge su un alto basamento a scarpa il campanile a pianta quadrata; la cella presenta su ogni lato una monofora a tutto sesto ed è coronata dalla guglia piramidale poggiante sul tamburo a base ottagonale.

### Interno
L'interno dell'edificio si compone di un'unica navata, sulla quale si affacciano le cappelle laterali introdotte da archi a tutto sesto e le cui pareti sono scandite da paraste sorreggenti la trabeazione modanata e aggettante, sopra la quale si imposta la volta; al termine dell'aula si sviluppa il presbiterio, rialzato di alcuni gradini e chiuso dalla parete di fondo piatta.
Qui sono conservate diverse opere di pregio, tra le quali i due affreschi raffiguranti rispettivamente il Battesimo di Gesù e Sant'Antonio di Padova in gloria, eseguiti nel 1959 dai fratelli Armando e Galliano Migliolaro, e la pala ritraente i Santi Prosdocimo e Antonio e la Madonna Assunta.